# گیرنده شناسایی الگو
گیرنده‌های شناسایی الگو (Pattern recognition receptors، یا PRR) پروتئین‌هایی هستند که سلول‌های دستگاه ایمنی ذاتی بدن، از آن‌ها برای شناسایی الگوهای مولکولی مربوط به بیماریزایی استفاده می‌کند.
مولکول‌های شناسایی الگو دستگاه ایمنی ذاتی شامل انواع سطح سلولی یا داخل سلولی و پروتئین‌های محلول در خون یا مایعات خارج سلولی است.
گیرنده‌های مرتبط با سلول دارای یک یا دو عملکرد اصلی هستند. اول اینکه پیام‌های فعال‌کننده اعمال ضد میکروبی و پیش التهابی سلول‌هایی که در آن‌ها بیان می‌شود را منتقل می‌کند. دوم اینکه جذب میکروبها به داخل سلول‌ها را تسهیل می‌کنند. گیرنده‌های محلول مسئولیت تسهیل پاکسازی میکروب‌ها از گردش خون و مایعات خارج سلولی را به عهده دارند؛ که این کار را با کمک به جذب میکروب‌ها به داخل سلول‌ها یا فعال سازی سازوکارهای انهدام خارج سلولی انجام می‌دهند.
گیرنده‌های شناسایی الگو دستگاه ایمنی ذاتی در دی‌ان‌ای رده زایا کدگذاری می‌شوند. این موضوع بر خلاف اجزای اساسی ایمنی اکتسابی یعنی لنفوسیت B و T است.
دستگاه ایمنی ذاتی قادر به شناسایی حدود ۱۰۰۰۰ الگوی مولکولی در میکروب هاست.
سلول‌های آسیب دیده یا تحت استرس اغلب مولکول‌هایی بیان می‌کنند که در سلولهای سالم اندک هستند. این مولکول‌ها شامل مولکول‌های شوک حرارتی، برخی مولکول‌های شبه MHC کلاس I و فسفولیپیدهای غشایی تغییر یافته، به وسیلهٔ انواع گیرنده‌های دستگاه ایمنی ذاتی شناسایی می‌شوند. سلول‌هایی که به‌طور مستقیم آلوده شده یا در قلمرو سلول‌های الوده قرار دارند بیان این مولکول‌ها را افزایش می‌دهند. به این ترتیب ایمنی ذاتی، حتی در غیاب بیان فراورده‌های میکروبی در سطح سلول در حذف سلول‌های الوده به میکروب شرکت می‌کنند.
انواع بسیار متنوعی از سلول‌ها با بیان گیرنده‌های شناسایی الگو در پاسخ ایمنی ذاتی شرکت می‌کنند. این سلول‌ها شامل نوتروفیلها، درشتخوارها (ماکروفاژها)، سلول‌های دندریتی و سلول‌های اندوتلیال و سلول‌های اپی‌تلیال لنفوسیت‌ها هستند.
این گیرنده‌های سلولی شناسایی الگو در سطح سلول، وزیکول‌های اندوزومی و سیتوپلاسم قرار دارند و برای شناسایی میکروب‌ها در هر یک از جایگاههای فوق اماده هستند.

## گیرنده‌های شبه تال‌ها
تی‌ال‌آرها (TLRs) گیرنده‌های غشایی انتقال پیام هستند که نقش اساسی در دفاع ذاتی علیه میکروب‌ها دارند. ژن‌های تی‌ال‌آر در طی تکامل ثبات خود را به شدت حفظ کرده و در کانورابدیتیس الگانس، دروزوفیلا و پستانداران یافت می‌شود.۱۲ ژن تی‌ال‌آر در پستانداران (۱۱ ژن در انسان) همگی گلیکوپروتئین نوع I تمام غشایی هستند که دارای توالی‌های غنی از لوسین در مجاورت نواحی غنی از سیستئین خارج سلولی و هومولوژی تی‌ال‌آر سیتوپلاسمی هستند. حوزه تی‌ال‌آر در دنباله سیتوپلاسمی‌گیرنده سیتوکینهای IL-۱ و IL-۱۸ یافت می‌شود و تی‌ال‌آرها دارای مسیرهای انتقال پیام مشابه IL-۱ و IL-۱۸ هستند.
انتقال پیام تی‌ال‌آر نیاز به دیمریزه شدن پروتئین‌های تی‌ال‌آر در غشای سلولی دارد.
به عنوان مثال برای پاسخ به پپتیدوگلیکانها، دیمرهای تی‌ال‌آر۲ و تی‌ال‌آر۶ لازم است.
هنگامی که LPS به CD۱۴ متصل می‌شود LBP جدا شده و کمپلکس LPS-CD۱۴ به‌طور فیزیکی با تی‌ال‌آر۴ ارتباط می‌یابد. پروتئین کمکی دیگر در خارج سلول بنام MD۲ نیز به این کمپلکس ملحق می‌شود و همه اینها برای انتقال پیام القایی توسط LPS ضروری هستند.
ترکیبات مختلف مولکولهای کمکی در کمپلکس‌های تی‌ال‌آر می‌تواند باعث وسیع تر شدن طیف فراورده‌های میکروبی شوند که قادر به القای پاسخ‌های ایمنی ذاتی هستند.
دیمریزه شدن تی‌ال‌آر در پاسخ به لیگاند، اتصال پروتئین‌های تطبیق دهنده سیتوپلاسمی را از طریق تعاملات مشابه حوزه‌های تی‌ال‌آر که در هر دو مولکول تی‌ال‌آر و پروتئین تطبیق دهنده موجود است امکان‌پذیر می‌سازد. چهار نمونه از این تطبیق دهنده‌ها عبارتند از MyD۸۸،MaL/TIRAP،Trif،TRAM.
یکی از آثار اصلی انتقال پیام تی‌ال‌آر فعال شدن عامل NF-κB است که برای ژن‌هایی که در ایمنی ذاتی و التهاب شرکت می‌کنند ضروری است. دیمرهای عملکردی NF-KB در سلول‌های در حال استراحت به شکل غیر فعال در داخل سیتوپلاسم و متصل به پروتئین‌های مهاری بنام IkBs هستند.
همان تی‌ال‌آرهایی که منجر به تجزیه NF-KB می‌شوند اغلب عامل نسخه برداری بنام AP-۱ را نیز فعال می‌کند. فعال شدن NF-KB و AP-۱ به وسیلهٔ تی‌ال‌آرها شامل مسیر انتقال پیام در ارتباط با MyD۸۸ است.
همه تی‌ال‌آرها به استثنای تی‌ال‌آر۳ به MyD۸۸ متصل می‌شود که در اکثر موارد در تعامل با یکی از اعضای خانواده کیناز مرتبط با گیرنده IL-۱(IRAK) است. پروتئین‌های IRAKنیز به تعامل و فعال شدن عامل ۶ مرتبط با گیرنده TNF(TRAF-۶) می‌پردازند. TRAF-۶ عامل یوبیکیتیناسیون مولکول‌های پیام در ادامه این مسیر است و کیناز TAK۱ را فعال می‌کند که به نوبه خود ابشارهای MAPکیناز و IkB کیناز را اغاز می‌کند. MAP کیناز و IkB کیناز به ترتیب عامل فعال سازی AP-۱ و NF-KB و تجمع آن‌ها در هسته هستند. تی‌ال‌آر۴ در پاسخ به LPS باکتری در دو مسیر متفاوت انتقال پیام شرکت می‌کند که هر یک دارای یک جفت پروتئین تطبیقی متفاوت از خانواده تی‌ال‌آر است.
مسیر اول شامل فراخوانی MyD۸۸،MAL/TIRAP است که منجر به فعال شدن NF-kB به وسیلهٔ IRAK، TRAF-۶ و TAK-۱ می‌شوند. در مسیر دوم، فراخوانی TRAM و Trif منجر به فعال شدن عامل ۳ پاسخ اینترفرون (IRF-۳) به وسیلهٔ TBK۱ می‌شود. IRF-۳ عامل نسخه برداری است که باعث تشدید بیان ژن‌های اینترفرون نوع ۱(آلفا و بتا) می‌شود؛ بنابراین تی‌ال‌آر۴ نیز می‌تواند منجر به بیان انواع مختلف ژن‌های التهابی و ضد ویروسی شود.
برخی فراورده‌های میکروبی که محرک پیام تی‌ال‌آر هستند عبارتند از LPS باکتریهای گرم منفی، پپتیدوگلیکان باکتریهای گرم مثبت، لیپوپروتئین‌های باکتریایی، اسید لیپوتیکوئیک، لیپوارابینومانان، زیموزان، پوتئین فلاژل باکتری (فلاژلین)، پروتئین الحاقی ویروس سن سی شیال تنفسی، توالی CpG عاری از بنیان متیل، RNA دو رشته‌ای و تک رشته‌ای.
تی‌ال‌آرهای ۳، ۷، ۸، ۹ به‌طور عمده در داخل سلول‌ها و بر روی رتیکولوم آندوپلاسمی (ER) و غشاهای اندوزومی بیان شده و اسیدهای هسته‌ای میکروب‌ها را شناسایی می‌کنند؛ و بر اساس جایگاه‌های سلولی لیگاندهایی که به آن‌ها متصل می‌شوند قادر به افتراق مواد خودی از بیگانه‌است.

## لکتین نوع C
لکتین نوع C خانواده بزرگی از مولکول‌های متصل شونده به کربوهیدرات و وابسته به کلسیم هستند که در غشای پلاسمایی ماکروفاژها، سلولهای دندریتی و سایر گلبول‌های سفید قرار دارند.
لکتین نوع C بروی سطح قندی بسیاری از باکتری‌ها و ویروس‌ها از جمله ایدز متصل می‌شود.
شناخته شده‌ترین آن‌ها گیرنده مانوز است که در فاگوسیتوز میکروب‌ها اهمیت دارد. لکتین نوع C بنام Dectin۱ با اتصال به گلوکان‌های B۱-۳ و B۱-۶ موجود در دیواره سلولی قارچ‌ها پیام‌هایی ایجاد می‌کند که با مسیرهای پیام تی‌ال‌آر وجه مشترک دارند.

## کولکتین C۱q
کولکتین C۱q نیز می‌تواند به‌طور مستقیم به سطوح پاتوژن متصل شود و از راه مسیر کلاسیک شروع به فعال شدن کمپلمان کند. به علاوه سایر کولکتین‌ها به عنوان بخشی از پاسخ فاز حاد (acute phase response)در کبد تولید می‌شود. کولکتین‌ها دارای دمین‌های متعدد شناسایی کربوهیدرات هستند که به مارپیچ کلاژن می‌چسبند.

## گیرنده‌های آشغالروب
گیرنده‌های آشغالروب گروهی از مولکول‌ها با ساختمان و عملکرد متفاوت هستند که ویژگی مشترک آن‌ها جذب لیپوپروتئین‌های اکسید شده به داخل سلول هاست. برخی گیرنده‌های اشغالروب اصلی که در سطح فاگوسیت‌ها بیان می‌شوند عبارتند از CD۳۶، CD۶۸، SRBI.
بعضی از گیرنده‌های اشغالروب ساختارهایی را که به وسیلهٔ اسید سیالیک موجود بروی سلولهای میزبان طبیعی محافظت می‌شوند شناسای می‌کنند. این گیرنده‌ها در برداشت گلبول‌های قرمز پیر خون که اقد اسی سیالیک هستند شرکت دارند.
گیرنده‌های آشغالروب در تولید سلولهای کف الود انباشته شده از کلسترول در اترواسکلروز نقش پاتولوژیک دارند.

## گیرنده‌های N-formyl Met-Leu-Phe
گیرنده‌های N-formyl Met-Leu-Phe شامل FPR و FPRL۱ پپتیدهای کوتاه حاوی بنیان‌های N-فرمیل متیونیل را شناسایی می‌کنند. FPR به وسیلهٔ نوتروفیل‌ها و FPRL۱ توسط ماکروفاژها بیان می‌شود.
لیگاندهایی که به این گیرنده‌ها متصل می‌شوند از اولین و قوی‌ترین مواد جاذب شیمیایی برای گلبول‌های سفید هستند. FPR و FPRL۱ متعلق به خانواده بزرگ گیرنده‌های مرتبط با پروتئین G و متصل شونده به GTP و دارای هفت قسمت داخل غشایی هستند. این گیرنده‌ها مشابه گیرنده‌های کموکین از طریق پروتئین‌های G تریمری مرتبط با آن‌ها پاسخ‌های داخل سلولی را اغاز می‌کنند.
اشغال گیرنده به وسیلهٔ لیگاند منجر به تبدیل GDP به GTP می‌شود. شکل متصل به GTP پروتئین G انزیم‌های سلولی متعددی را فعال می‌کند که مشتمل بر یکی از ایزوفرم‌های فسفولیپاز G اختصاصی فسفا تیدیل اینوزیتول است که کلسیم داخل سلولی را افزایش می‌دهد و پروتئین کیناز C را فعال می‌کند. پروتئین‌های G عامل تحریک تغییرات اسکلت سلولی نیز هستند که باعث افزایش تحرک سلول می‌شود.

## NLR ها
NLRها (NACHT-LRR) خانواده از مولکول‌های سیتوپلاسمی هستند و حسگر داخل سلولی عفونت‌های باکتریایی محسوب می‌شود. ندین عضو این خانواده به لیگاندهای خاصی در داخل سلول متصل شده و ابشارهای پیام را اغاز می‌کنند که فعال‌کننده پاسخ‌های التهابی هستند. یکی از زیر مجموعه‌های NLR به نام Nod و دیگری به نام NALP می‌باشد. سه NLR شامل Nod۱، Nod۲، NALP۳ مشتقات پپتیدوگلیکان را شناسایی می‌کنند که از اجزای مشترک دیواره سلولی باکتری هاست. این گیرنده‌ها پس از شناسایی پپتیدوگلیکان، پروتئین کیناز RICK را فرا می‌خوانند که مسیرهای انتقال پیام مرتبط با ان منجر به فعال شدن NF-KB و AP-۱ و تولید سیتوکین‌ها و سایر واسطه‌های ایمنی ذاتی می‌شوند.

## پروتئین‌های حاوی CARD
پروتئین‌های حاوی CARD شامل ژن القا شونده با اسید رتینوئیک (RIG-I) و ژن مرتبط با تمایز ملانوم (MDA۵) گیرنده‌های سیتوپلاسمی هستند که به RNA ویروسی متصل می‌شوند.RIG-I و MDA۵ از طریق حوزه‌های CARD خود با ابشارهای پیامی مرتبط هستند که مشابه مسیر پیام تی‌ال‌آر۳ شامل TBK۱ هستند. در نهایت عوامل نسخه برداری IRF-۳و NF-KB فعال می‌شوند که محرک بیان اینترفرون‌های ضد ویروسی نوع I هستند.